# Hyperaspis jasperensis
Hyperaspis jasperensis är en skalbaggsart som beskrevs av Belicek 1976. Hyperaspis jasperensis ingår i släktet Hyperaspis och familjen nyckelpigor. Inga underarter finns listade i Catalogue of Life.